# Yui Ohashi
Yui Ohashi –en japonés, 大橋悠依, Ohashi Yui– (Hikone, 18 de octubre de 1995) es una deportista japonesa que compite en natación.
Participó en los Juegos Olímpicos de Tokio 2020, obteniendo dos medallas de oro, en las pruebas de 200 m estilos y 400 m estilos.
Ganó dos medallas en el Campeonato Mundial de Natación, plata en 2017 y bronce en 2019, y dos medallas de oro en el Campeonato Pan-Pacífico de Natación de 2018.

## Palmarés internacional
| Juegos Olímpicos        | Juegos Olímpicos        | Juegos Olímpicos  | Juegos Olímpicos |
| Año                     | Lugar                   | Medalla           | Prueba           |
| ----------------------- | ----------------------- | ----------------- | ---------------- |
| 2020                    | Tokio (Japón)           | Medalla de oro    | 200 m estilos    |
| 2020                    | Tokio (Japón)           | Medalla de oro    | 400 m estilos    |
| Campeonato Mundial      |                         |                   |                  |
| Año                     | Lugar                   | Medalla           | Prueba           |
| 2017                    | Budapest (Hungría)      | Medalla de plata  | 200 m estilos    |
| 2019                    | Gwangju (Corea del Sur) | Medalla de bronce | 400 m estilos    |
| Campeonato Pan-Pacífico |                         |                   |                  |
| Año                     | Lugar                   | Medalla           | Prueba           |
| 2018                    | Tokio (Japón)           | Medalla de oro    | 200 m estilos    |
| 2018                    | Tokio (Japón)           | Medalla de oro    | 400 m estilos    |